# Fritz Keller (Fußballfunktionär)

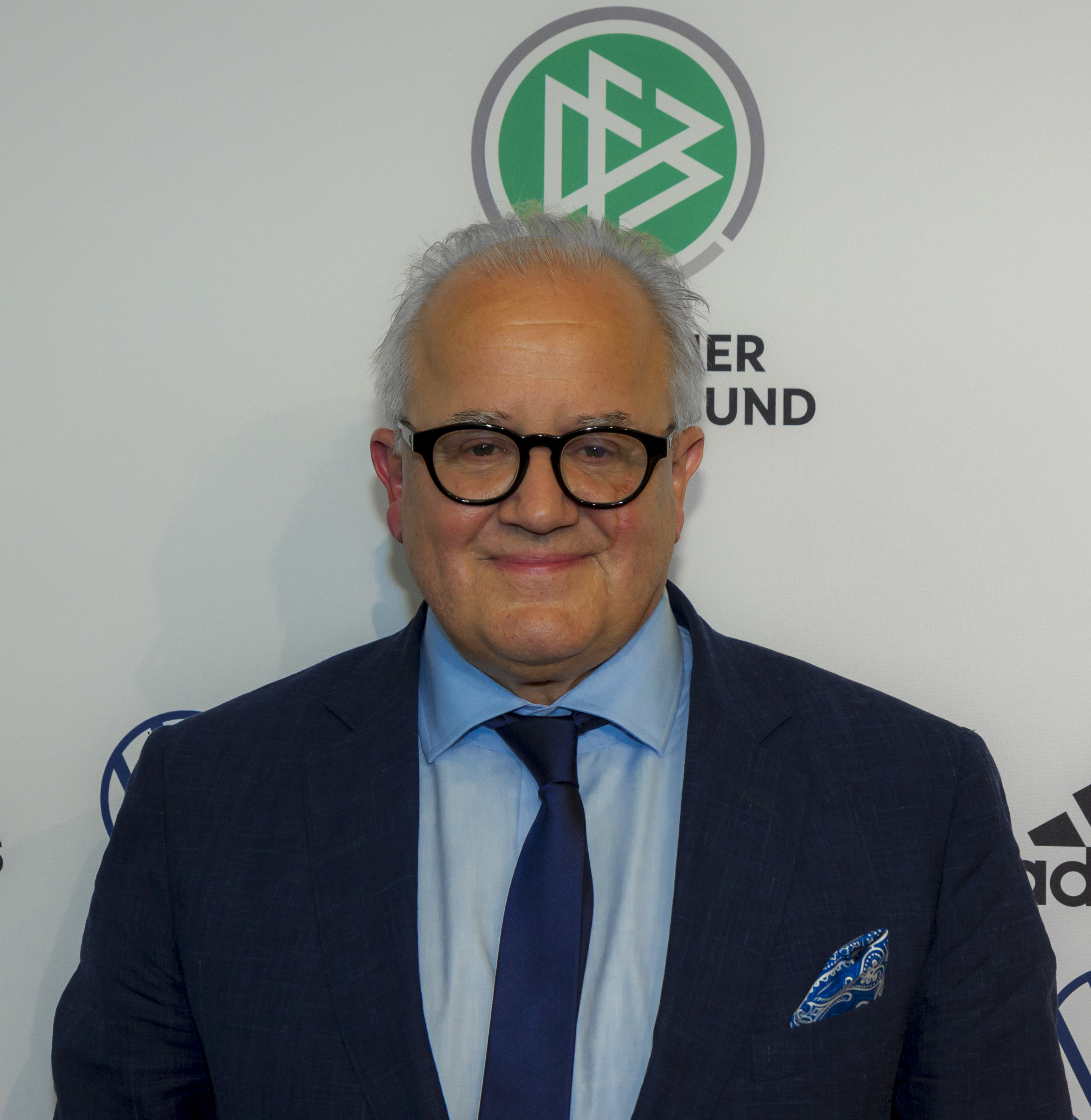
Fritz Keller, 2019

Friedrich Walter „Fritz“ Keller (* 2. April 1957 in Freiburg im Breisgau) ist ein deutscher Winzer, Weinhändler, Gastronom, Hotelier und ehemaliger Fußballfunktionär. Von 2019 bis 2021 war er der 13. Präsident des Deutschen Fußball-Bundes. Zuvor war er von 2010 bis 2019 Präsident des SC Freiburg.

## Leben

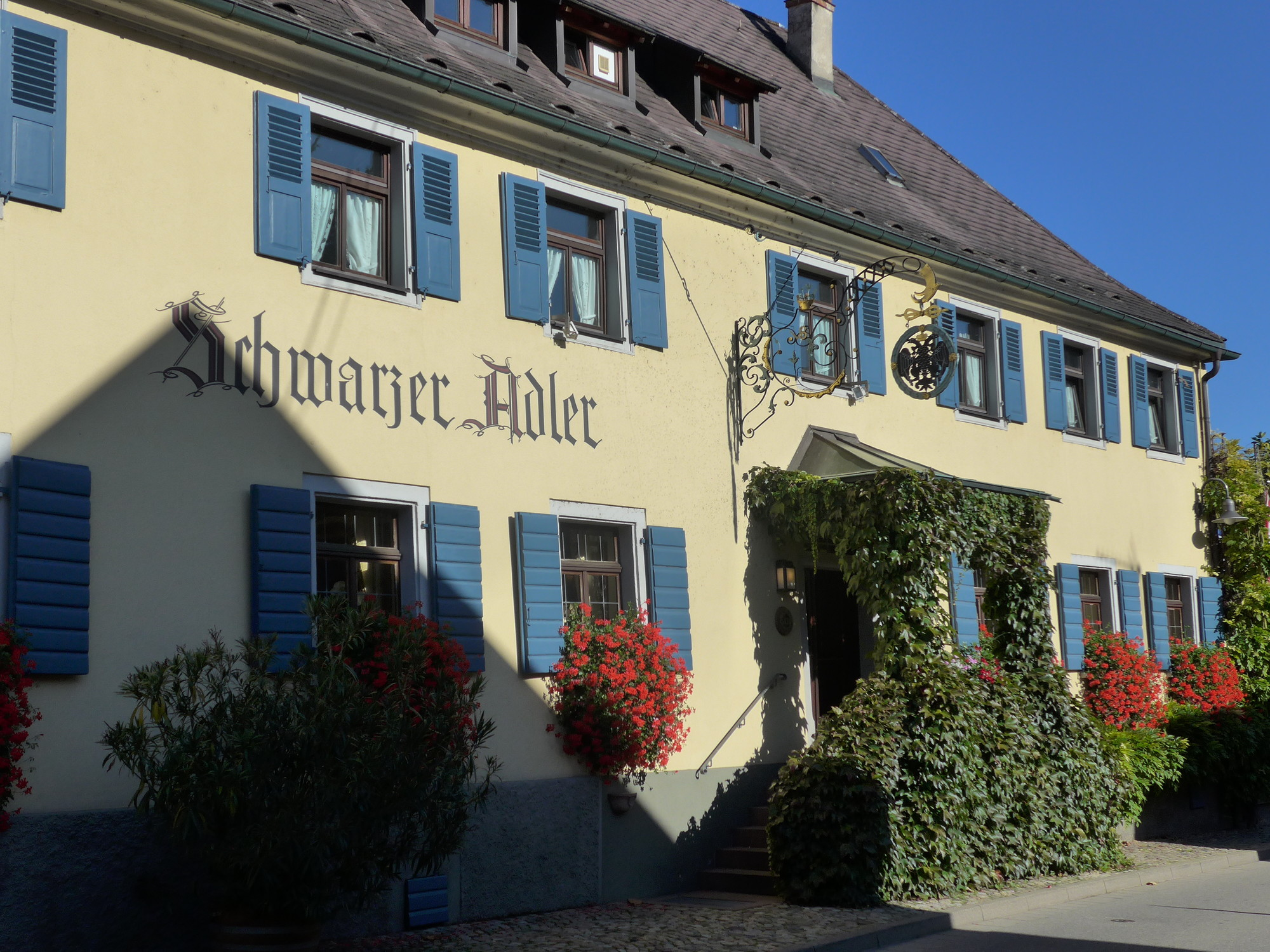
Sterne-Restaurant „Schwarzer Adler“ in Oberbergen

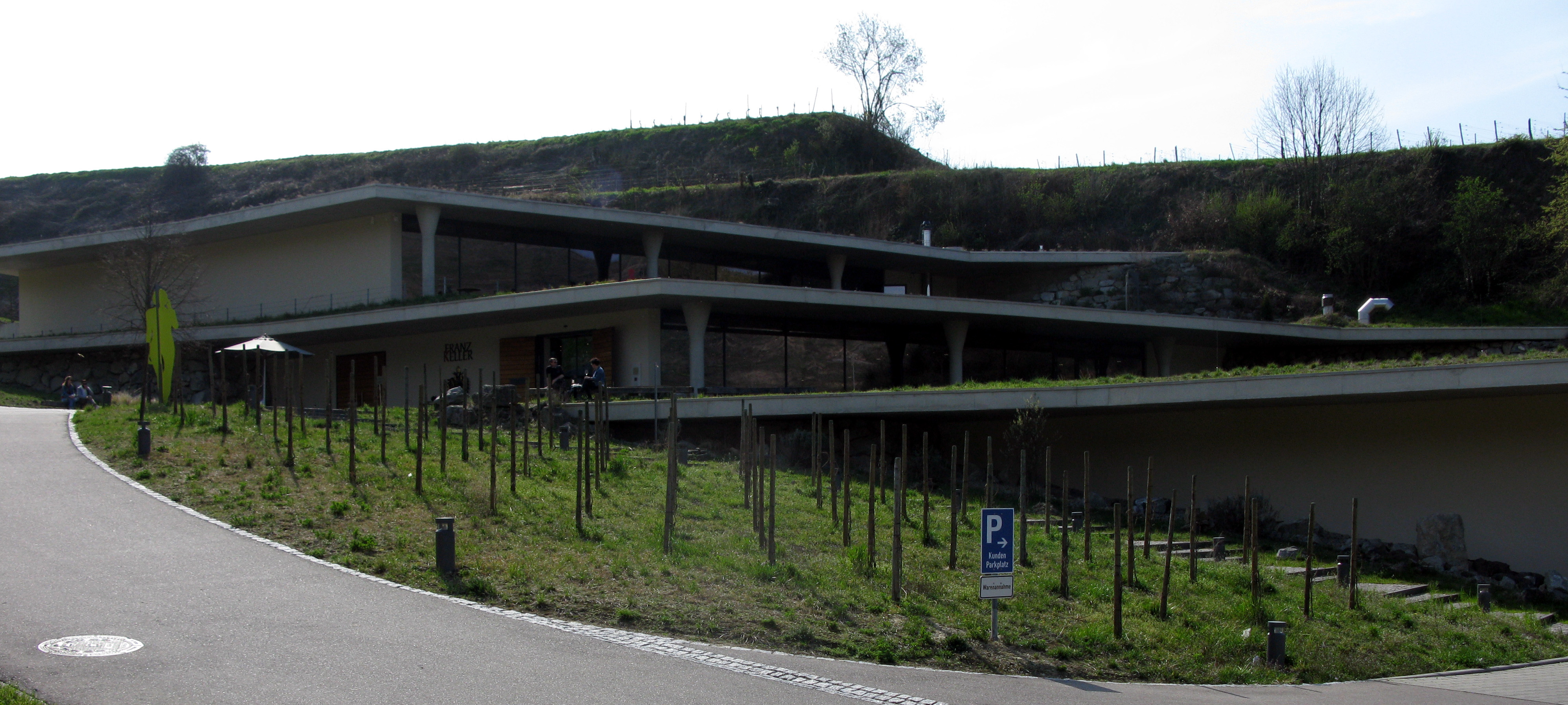
Neu gebautes Weingut Franz Keller mit Restaurant „Kellerwirtschaft“

Fritz Keller ist ein Sohn von Franz Keller Senior und dessen Frau Irma aus der Winzer- und Gastronomenfamilie in Oberbergen am Kaiserstuhl. Sein älterer Bruder ist der Koch Franz Keller. Sein Patenonkel ist Fritz Walter, nach dem er benannt wurde. Durch einen Hundebiss in seiner frühen Jugend ist er durch eine Narbe im Gesicht gezeichnet.
Die Winzer- und Gastronomenfamilie betreibt neben dem Restaurant Schwarzer Adler, das seit 1969 unter seiner Mutter Irma mit einem Michelin-Stern ausgezeichnet wurde, einen Winzerbetrieb. Seine Mutter war damit die erste Sterne-Köchin in Deutschland. Seit dem Jahre 1990 führt Fritz Keller mit seiner Frau Bettina in der dritten Generation das Weingut Franz Keller. Danach übernahm er den Weinimport für exklusive Weine vor allem aus Bordeaux und dem Burgund. Dann kamen das Hotel, das Mitglied bei L’Art de Vivre Residenzen ist, sowie das „Winzerhaus Rebstock“, eine typisch badische Gastwirtschaft, und im Jahr 2013 mit dem Bau des neuen Weinguts das Restaurant „Kellerwirtschaft“ hinzu.
Als „Botschafter der Weinkultur Badens“ gewann Keller mit seinen Weinen internationale Anerkennung. Keller war zwanzig Jahre lang Vizepräsident der Sommelier-Union Deutschland und initiierte die Gründung der Sommelier-Colleges.

## Fußballfunktionär
Keller war seit 1994 Marketingvorstand beim Fußballbundesligisten SC Freiburg. Ab 2010 war er Erster Vorsitzender des Vereins und ab Oktober 2014 – nach einer Satzungsänderung – dessen Präsident.
Eine Findungskommission schlug Keller im August 2019 zur Wahl als neuen Präsidenten des Deutschen Fußball-Bundes vor. Am 27. September 2019 wurde er vom DFB-Bundestag einstimmig zum Präsidenten gewählt, nachdem er als Präsident des SC Freiburg zurückgetreten war.
Im Dezember 2019 kritisierte er die WM-Vergabe an Katar in der Presse als „ganz schlechte Entscheidung“ in „vielerlei Hinsicht“. Damit spielt er auf die klimatischen Bedingungen und die Lage der Menschenrechte im Land an.
Im Juli 2020 veröffentlichte der DFB erstmals die Einkünfte seiner Spitzenfunktionäre. Der Vergütungsausschuss des DFB, dessen Einrichtung Keller noch vor seiner Wahl angekündigt hatte, legte für Keller eine Vergütung von 246.000 Euro pro Jahr fest. Bei Präsidiumsmitgliedern des DFB, die gleichzeitig Mitglieder in Gremien der Verbände FIFA und UEFA sind, gilt eine Deckelung der Funktionärsvergütung auf 246.000 Euro pro Jahr. Die DFB-Aufwandsentschädigung soll dann gekürzt werden.
Am 11. Mai 2021 gab der DFB bekannt, dass Keller am 17. Mai 2021 sein Amt als Präsident des Deutschen Fußball-Bundes zur Verfügung stellen werde, um eine personelle Neuaufstellung des Verbands zu ermöglichen.

### Kritik
Im März 2020 warf die Süddeutsche Zeitung (SZ) Keller „Wortbruch statt Aufbruch“ wegen seines Wunsches auf Eintritt in den FIFA-Rat vor. Keller hatte bei seiner Wahl zum DFB-Präsidenten ein halbes Jahr zuvor noch erklärt, keinen Sitz in den Leitgremien von FIFA und UEFA anzustreben. Die SZ stufte daneben seine Beiträge zu Themen wie Fans, Rassismus und Frauen als „weitgehend substanzfrei“ ein.

### Nazivergleich und DFB-Krise 2021
Am 23. April 2021 verglich Keller in einer DFB-Präsidiumssitzung den DFB-Vizepräsidenten Rainer Koch (früher Vorsitzender Richter am Oberlandesgericht München) mit NS-Richter Roland Freisler. Freisler hatte als Präsident des Volksgerichtshofs über 2600 Todesurteile verhängt und war als Teilnehmer der Wannseekonferenz mitverantwortlich für die Organisation des Holocaust. DFB-Generalsekretär Friedrich Curtius erstattete wegen des NS-Vergleichs Anzeige bei der DFB-Ethikkommission. Keller bat Koch schriftlich und persönlich um Entschuldigung, musste am 27. April aber einräumen, dass der Vizepräsident diese Bitte entgegen seiner Darstellung vom Vortag nicht angenommen habe.
Am 4. Mai 2021 legte die DFB-Ethikkommission ihr Ergebnis dem DFB-Sportgericht um Hans E. Lorenz vor, das daraufhin seine Arbeit aufnahm. Am 14. Mai 2021 kam es zur Anhörung vor dem DFB-Sportgericht; Keller ließ sich von Rechtsanwalt Christoph Schickhardt vertreten.
Am 19. Mai 2021 wurde das Verfahren gegen Keller eingestellt. Keller habe durch seinen erklärten Rücktritt die Verantwortung für das beschädigte Image des DFB übernommen. Eine Sanktionierung sei dadurch entbehrlich geworden, erklärte Hans E. Lorenz, der Vorsitzende des Sportgerichts.

### Rücktritt 2021
Auf einer außerordentlichen Konferenz am 2. Mai 2021 in Potsdam entzogen die Präsidenten der Landes- und Regionalverbände DFB-Präsident Keller und Generalsekretär Friedrich Curtius das Vertrauen. Mit 26 Ja-, neun Nein-Stimmen und zwei Enthaltungen forderte die Konferenz Kellers Rücktritt. Am 7. Mai 2021 lehnte Keller in einer Stellungnahme einen Rücktritt zunächst ab. Nach Zunahme der öffentlichen Kritik erklärte Keller am 11. Mai 2021 seine grundsätzliche Bereitschaft zum Rücktritt.
Am 17. Mai 2021 trat Keller wie zuvor angekündigt von seinem Amt als DFB-Präsident zurück.

### Entlastung 2022
Seit März 2021 stand der Vorwurf eines angeblichen „Verstoßes gegen das Geschäftsgeheimnis“ gegen Fritz Keller und dessen damaligen Büroleiter Samy Hamama im Raum. Auslöser der Untersuchung war eine Strafanzeige des Medienberaters Kurt Diekmann. Diese Vorwürfe dementierte die Staatsanwaltschaft Frankfurt Ende August 2022. Ein solcher Verstoß läge nicht vor, das Verfahren gegen Keller wurde eingestellt. Tatsächlich führte das Verfahren zu neuen Ermittlungen: Die Behörden ermitteln nun gegen Diekmann wegen Untreue-Verdachts.

## Auszeichnungen
- Aral Schlemmer Atlas 2010: „Weingut des Jahres“
- Diners Club 2010: „Winzer des Jahres“
- Eichelmann 2010: Beste Rotweinkollektion
- Gault Millau 2011: „Restaurateur des Jahres“
- Brillat-Savarin-Plakette 2012 „Persönlichkeiten mit prägendem Einfluss auf die Branche und mit besonderen Verdiensten um Gastlichkeit und Tafelkultur“[32][33]
- Falstaff 2014: Falstaff Wein Trophy – Lebenswerk als Winzer
- Falstaff 2019: „Kollektion des Jahres“
- Gault Millau 2019: „Winzer des Jahres“ Friedrich und Fritz Keller[34]
- Falstaff 2024: Gastronom des Jahres – zusammen mit Stephan Landwehr und Frederik Schade[35]